# Tribulation
I Tribulation sono una band death metal svedese, inizialmente dediti ad un death più old school poi evoluti verso sonorità più sperimentali, incorporando elementi darkwave, progressive e heavy metal.
Il primo album The Horror è vicinissimo al classico death metal svedese di band come Entombed, Carnage, Bloodbath e Dismember, aggiungendo alla musica tematiche horror e splatter non nuove al genere.
Con il secondo album The Formulas of Death la band introduce le nuove influenze e un'attitudine più rock e sperimentale, che proseguirà anche con il seguente The Children of the Night.
Nel dicembre 2020 annunciano la separazione dal chitarrista Jonathan Hultén, sostituito da Joseph Tholl. Il 29 gennaio 2021 esce il quarto album della band, Where the Gloom Becomes Sound.

## Formazione

### Formazione Attuale
- Johannes Andersson – voce,  basso e  (2004-presente)
- Joseph Tholl – chitarra (2020-presente)
- Adam Zaars – chitarra (2004-presente)
- Oscar Leander – batteria (2022-presente)

### Ex componenti
- Jonathan Hultén – chitarra (2004-2020)
- Olof Wikstrand – basso e voce (2004)
- Jimmie Frödin – batteria (2004)
- Dario Lorina - chitarra (2008)
- Jakob Johansson – batteria (2005-2012)

## Discografia

### Album in studio
- 2009 – The Horror
- 2013 – The Formulas of Death
- 2015 – The Children of the Night
- 2018 – Down Below
- 2021 – Where the Gloom Becomes Sound
- 2024 – Sub Rosa In Æternum

### EP
- 2006 – Putrid Rebirth
- 2016 – Melancholia
- 2023 – Hamartia

### Singoli
- 2015 – The Death & Rebirth of…
- 2015 – Waiting for the Death Blow
- 2016 – Devilock / Death Comes Ripping

### Demo
- 2005 – The Ascending Dead